# معبد وداع
معبد وداع، معبد مرده (انگلیسی: Mortuary temple) نوعی معبد مصری است که غالباً هم‌جوار و پیوسته با آرامگاه سلطنتی بوده و مراسم تشییع و خاک‌سپاری فرعون در آنجا انجام می‌شده‌است.